# 북구 (광주 선거구)
북구는 대한민국의 옛 국회의원 선거구이다. 당시 광주직할시 북구 지역을 관할했다.

## 역사
제13대 국회의원 선거를 앞두고 광주시 동구·북구 선거구에서 분리되면서 신설되었다.
제14대 국회의원 선거를 앞두고 북구 선거구가 갑, 을로 분구되면서 폐지되었다.

## 역대 국회의원
| 선거   | 정당 | 정당       | 의원 |
| ------ | ---- | ---------- | ---- |
| 1988년 |      | 평화민주당 | 정웅 |

## 역대 선거 결과

### 대한민국 제13대 국회의원 선거
|  | 91.45% |

|  | 7.31% |

|  | 0.94% |

|  | 0.28% |